# Yonger&Bresson
«ЯНГЕР енд БРЕССОН» («YONGER&BRESSON») — годинник французької годинникової мануфактури Montres Ambre, яка розташована в місті Морто, адміністративний округ Ду на кордоні з Швейцарією. У долині Морто мистецтво створення унікальних годинників відоме ще з 1750 року. Виготовлення годинників для мешканців долини Морто слугувало додатковим заробітком у засніжені зими, коли господарської роботи було мало.
Справжнього розквіту долина годинникарів, чисельність яких 1880 року досягла 2130, зазнала в період з 1865 по 1890 рік, коли в Європі будувалися залізниці, і пасажирські перевезення стали масовими. В цей час у долині Морто було засновано школу годинникового мистецтва, яка працює і зараз.
«YONGER&BRESSON» — годинникова мануфактура, що має в своєму асортименті хоча б один годинниковий механізм власної розробки. Мануфактура Montres Ambre, має п'ять механізмів (калібрів) власної розробки, які використовуються винятково в годинниках «YONGER&BRESSON».
У виробництві годинників «YONGER&BRESSON» використовуються високоякісні комплектуючі, що виготовляються на основі найсучасніших технологій. В колекції годинників «YONGER&BRESSON», що мають романтичні назви Дідро (Diderot), Флобер (Flaubert), Руссо (Rousseau) входять різноманітні чоловічі і жіночі моделі на сталевих браслетах та шкіряних ремінцях, ювелірні годинники, інкрустовані діамантами. Всі годинники оснащені ексклюзивними механізмами. В асортименті компанії — ексклюзивні моделі годинників з турбійоном, в тому числі скелетон, ретроградні моделі fly back з трьома секторними секундними шкалами, автоматичні годинники з індикатором резерву ходу, традиційні моделі з автопідзаведенням (з центральною секундною стрілкою і календарем числа місяця), а також механічні хронографи.
Усі механізми «YONGER&BRESSON» створені майстром компанії паном Бойо (Boellot). Його спеціалізація — механічні годинники. Саме він розробив і спроектував всі механізми «YONGER&BRESSON».

## Примітка
1. ↑  « Le luxe de la raison », L'Express, octobre 2009.